# Amargosa (Bahia)
Amargosa, amtlich portugiesisch Município de Amargosa, ist eine Mittelstadt im Bundesstaat Bahia, Brasilien. Sie ist 235 km über Straßen oder 167 km mit Fährbooten von der Hauptstadt Salvador da Bahia entfernt. Die Bevölkerung betrug nach der Volkszählung 2010 34.351 Einwohner, die Amargosenser genannt werden. Das brasilianische Statistikinstitut schätzte zum 1. Juli 2019 die Bevölkerung auf 37.241 Einwohner anwachsend. Die Fläche des Munizips beträgt rund 431,7 km², die Bevölkerungsdichte lag 2010 bei 74 Personen pro km².
Stadtpräfekt ist seit der Kommunalwahl 2016 für die Amtszeit 2017 bis 2020 Julio Pinheiro dos Santos Junior des Partido dos Trabalhadores (PT).
Amargosa war bis 2017 mit 25 weiteren Städten Teil der Mikroregion Jequié der Mesoregion Centro-Sul Baiana. Sie steht an 71. Stelle der 417 Gemeinden des Staates.

## Bevölkerungsentwicklung
Quelle: IBGE (Angabe für 2019 ist lediglich eine Schätzung)